# Clara Maniu
Clara Maniu (n. 10 ianuarie 1842, Bobota — d. 29 iulie 1929, Bădăcin) a fost  președinta Reuniunii Femeilor Române Sălăjene. Din căsătoria ei cu juristul Ioan Maniu au rezultat mai mulți copii, între care Iuliu Maniu, premier al României.

## Activitatea
Pe data de 18 Noiembrie 1881 a avut loc la Șimleu adunarea generală de constituire a Reuniunii Femeilor Române Sălăjene (R.F.R.S). Cu această ocazie s-au înscris 13 membri fondatori, printre care și Clara Maniu. De asemenea, s-au mai înscris încă 37 de membri ordinari. Au fost alese, apoi, structurile de conducere ale reuniunii, adică biroul și comitetul. În funcția de președintă a fost aleasă, cu unanimitate de voturi, Clara Maniu, iar în cea de vicepreședintă, Maria Cosma, soția fruntașului politic Andrei Cosma. Clara Maniu a îndeplinit această funcție 16 ani, până în 1897.
De multe ori adunările generale ale R.F.R.S. se desfășurau în aceeași localitate și în aceeași zi cu cea a despărțământului Șimleu al Astrei. Din anul 1885 s-a luat hotărârea ca adunările generale ale reuniunii să nu se mai țină în orașe, deoarece aici existau români puțini, ci să se meargă în sate, în mijlocul femeilor de la țară, unde se simțea o nevoie acută de răspândire a actului de cultură românesc. Astfel, s-au bucurat de un mare succes adunările generale ale R.F.R.S. de la Băsești (1885), Buciumi (1887), Treznea (1889), Supurul de Sus (1890) și Bobota (1892).
Poate cea mai mare realizare a reuniunii, în perioada cât a fost condusă de către Clara Maniu, a fost acea a înființării unei școli românești de fete la Șimleu, în anul 1888. Această școală unde erau educate tinerele fete se găsea sub conducerea și administrarea reuniunii. Că nu a fost o întreprindere ușoară stau mărturie numeroasele memorii pe Clara Maniu și Andrei Cosma, directorul școlii, delegat din partea reuniunii, le-au înaintat inspectorilor școlari și ministerului de resort. A mai înființat un muzeu și o bibliotecă având drept scop păstrarea identității românești.
Ca mărturie a hărniciei și destoiniciei Clarei Maniu și a celorlalte femei din cadrul reuniunii stă scrisoarea adresată lor (Clarei Maniu, Emiliei Pop și Mariei Barboloviciu) de către Vasile Alecsandri, bardul de la Mircești, în ianuarie 1884. Alecsandri scria: “(…) Damele din Sălagiu, fac parte din aceea pleiadă de bune patrioate, care înțeleg înălțimea menirii lor și vor ști a o îndeplini pășind pe urmele Matroanelor din Roma, mame atâtor oameni nemuritori. Vă rog dar respectabile Doamne, să primiți pentru D-voastră și totodată să binevoiți a esprima On. Dame din Sălagiu simțirile mele de adâncă recunoștință pentru nobilul îndemn.” În anul 1897, la adunarea generală a R.F.R.S. de la Unimăt, se alegea un nou comitet de conducere. Biroul de conducere se alegea pe un mandat de trei ani. Clara Maniu se găsea la al șaselea mandat. Datorită faptului că înainte cu 2 ani îi murise soțul și se deplasa mai greu la ședințele reuniunii s-a luat decizia de a alege o nouă președintă. Astfel, Maria Cosma, născută Dragoș, soția lui Andrei Cosma, care până atunci îndeplinise funcția de vicepreședintă, a fost aleasă, cu unanimitate de voturi, în funcția de președintă a R.F.R.S..

## Familia
Clara Coroianu s-a născut pe 10 ianuarie 1833 într-o familie română unită. Tatăl său, Demetriu Coroianu, era preot unit (greco-catolic) în Bobota. Mama sa, Iuliana Pop, era nepoata protopopului Grigorie Pop din Craidorolț. Acesta din urmă decedează și Demetriu Coroianu ajungea protopop de Craidorolț, la de 30 de ani. Prin legăturile care existau între tatăl ei și Simion Bărnuțiu, care au fost colegi de școală la Blaj, 2 ani, și colaboratori apropiați, îl cunoaște pe Ioan Maniu, viitorul ei soț. Clara Maniu s-a căsătorit cu Ioan Maniu în 1865, iar din căsătorie au rezultat următorii copii: Scipio (+ 8 ani); Cassiu (27 iulie 1867-1943), fost avocat, publicist și profesor universitar de drept la Cluj; Elena, căsătorită cu Ioan Pop, vicar foraneu la Năsăud; Iuliu; Sabina (+ 22ani); Ioan (+ 7 luni); Cornelia, călugăriță franciscană sub numele de Sora Cecilia; Iulia (+ 9 luni) și Emilia (+ 8 luni). Prin fratele Iuliu Coroianu (memorandist), căsătorit cu Dorina Rațiu, fiica președintelui PNR Ioan Rațiu, se înrudea cu acesta din urmă.
Pe data de 29 iulie 1929, la orele 10, Clara Maniu moare la 87 ani, dintre care 34 de ani de văduvie. Prohodul a început la orele 14 și a fost oficiat de Iuliu Hossu, asistat de aproape 30 de preoți. După celebrare a luat cuvântul episcopul, ministrul Instrucțiunii Publice Nicolae Costăchescu, în numele guvernului României, prof. univ. Valer Moldovan, vicepreședintele Senatului, în numele forului legislativ, Pompiliu Ioanițescu, în numele Camerei Deputaților, Gheorghe Crișan, în numele parlamentarilor ardeleni, Alexandru Aciu, prefectul județului Sălaj, în numele județului și Elena Aciu, în numele Reuniunii Femeilor Române Sălăjene. Au trimis telegrame de condoleanțe inclusiv membrii Familiei Regale. La capătul catafalcului trona o coroană mare de trandafiri, trimisă de regele Mihai și regina mamă, Elena.